# فيلي دافي
فيلي دافي (بالإنجليزية: Willie Davie)‏ (7 يناير 1925 في المملكة المتحدة - 1996) هو لاعب كرة قدم بريطاني (وحمل سابقاً جنسية المملكة المتحدة لبريطانيا العظمى وأيرلندا) في مركز مهاجم داخلي. لعب مع نادي سانت ميرين ونادي لوتون تاون ونادي والسول وهدرسفيلد تاون.